# Bernd Spier
Bernd Spier (Ludwigslust, 6 aprile 1944 – 30 dicembre 2017) è stato un cantante tedesco.
Tra il 1962 e gli inizi degli anni settanta ha pubblicato una decina di singoli, principalmente del genere Schlager, di matrice tradizionale del nord Europa.
Il cantante ha avuto successo soprattutto nel suo paese, dove nel mese di gennaio del 1964 ha raggiunto la vetta della hit parade per cinque settimane con il 45 giri Das kannst Du mir Nicht Verbieten e nel marzo 1965 con Das war mein schönster Tanz, primo in Germania per due settimane e quarto in Austria.
Nel 1965 ha partecipato al Festival di Sanremo interpretando in abbinamento con Milva il brano Vieni con noi, guadagnandosi l'accesso alla serata finale.
Conclusa la carriera, dopo altre esperienze lavorative, è diventato produttore per un'etichetta discografica.